# 皮克特卡内鲁
皮克特卡内鲁是巴西塞阿拉州的一个市镇。总面积587.887平方公里，总人口14746人，人口密度25.1人/平方公里。